# Theo Koomen

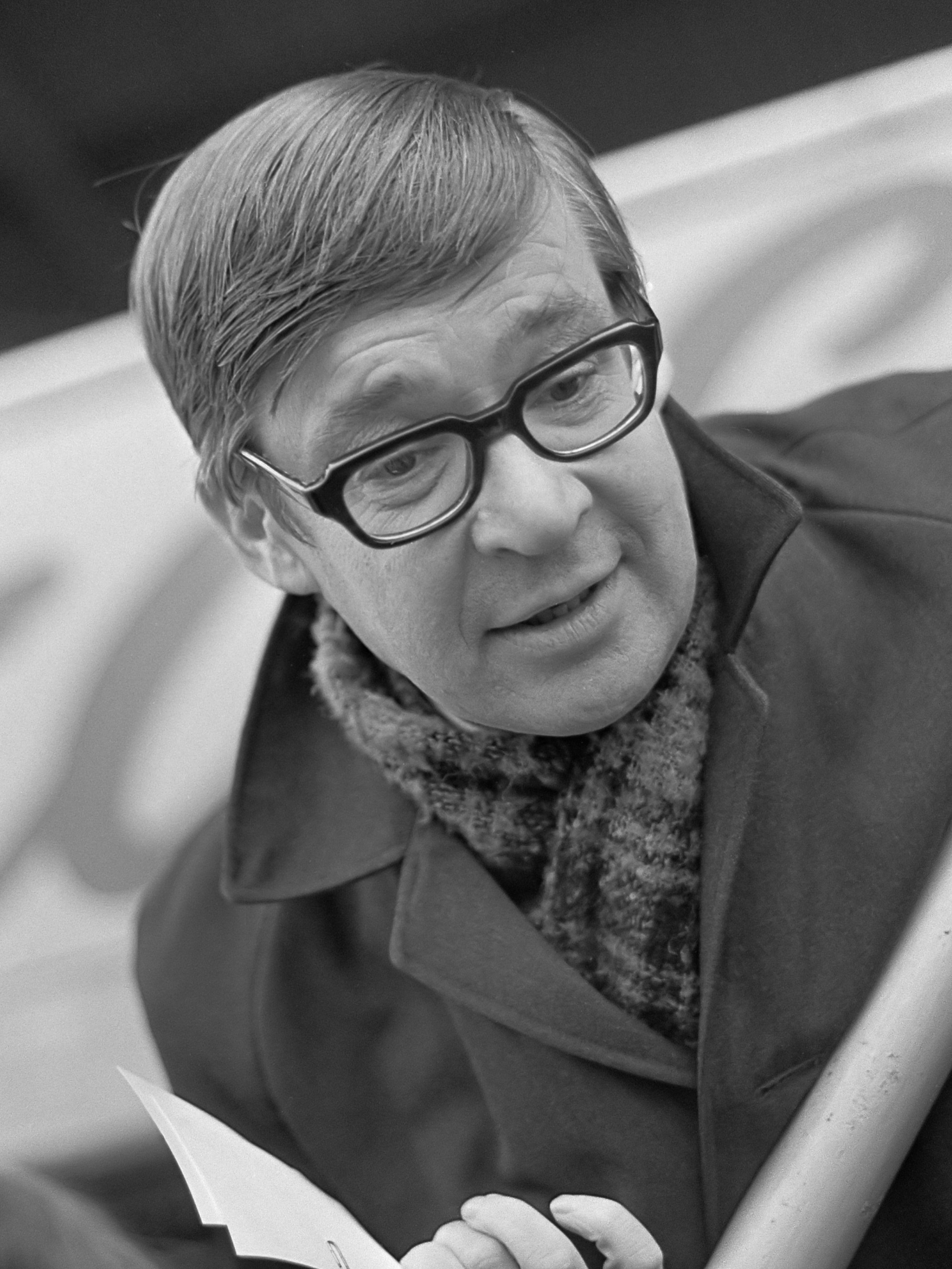
Theo Koomen in 1968

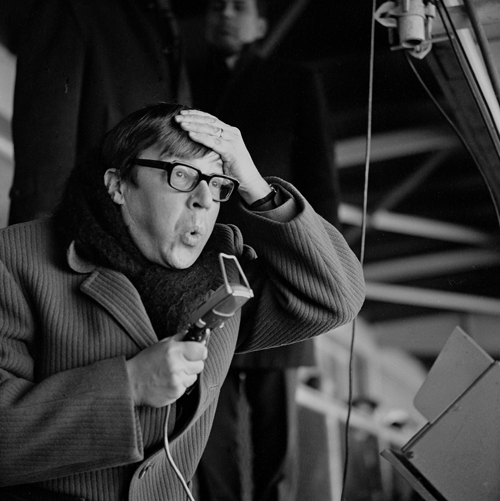
Theo Koomen (1969)

Theodorus Wilhelmus (Theo) Koomen (Wervershoof, 20 mei 1929 – Schermerhorn, 5 april 1984) was een Nederlands sportverslaggever.

## Levensloop
Koomen werd geboren in een katholiek gezin. Na een afgebroken priesterstudie werd hij journalist bij achtereenvolgens het Noordhollands Dagblad, Dagblad de Dordtenaar en de Volkskrant. In 1966 trad Koomen in dienst van de KRO-radio, waar hij, samen met onder anderen Bep van Houdt en Geerhard de Grooth, het sportprogramma Goal maakte. Later werkte hij als televisieverslaggever bij de TROS en als quizmaster bij de AVRO. Koomen werd echter vooral bekend als verslaggever van de NOS-radio.
Koomen versloeg vele verschillende sporten, maar vooral wielrennen, schaatsen en voetbal. Veel van de grote sportieve successen uit de periode 1966-1984 werden door hem verslagen, zoals de overwinningen in de Ronde van Frankrijk van Jan Janssen in 1968 en Joop Zoetemelk in 1980, de Europacup-successen van Feyenoord en Ajax en de triomfen van Nederlandse schaatsers als Kees Verkerk, Ard Schenk, Atje Keulen-Deelstra en Stien Baas-Kaiser. Vooral zijn verslagen voor Radio Tour de France werden legendarisch. Het ongebreidelde enthousiasme van Koomen maakte hem tot de populairste verslaggever van zijn tijd.
Maar Koomen had ook een kritische kant. Zo was hij de eerste Nederlander die een boek schreef over dopinggebruik in de sport: 25 jaar doping (1974). Als het moest, kon hij zeer ingetogen verslag geven, zoals bij de gijzeling van Israëlische atleten tijdens de Olympische Spelen van München in 1972. Theo Koomens rustige verslagstijl kwam goed tot uitdrukking tijdens biljartwedstrijden.
Naast zijn radiowerk schreef Koomen veel, vooral columns over sport en over het leven in zijn geliefde West-Friesland. Over zijn moeizame verhouding met de Katholieke Kerk schreef hij het boek God bewaar me (1975). 
Op 4 april 1984 versloeg Koomen in Enschede de wedstrijd FC Twente-MVV. Tijdens de nachtelijke rit naar huis kwam zijn auto in botsing met een tegenligger. Hij overleed ter plaatse. Op zijn vroege dood – anderhalve maand voor zijn 55e verjaardag – werd met grote verslagenheid gereageerd. Bij alle eredivisiewedstrijden het weekend erna werd een minuut stilte in acht genomen, behalve door fans van FC Utrecht, die in Zwolle zestig seconden lang zijn naam scandeerden.
In Wervershoof, waar hij geboren en begraven werd, is op 20 januari 2006 een straat naar hem vernoemd: de Theo Koomenlaan. Sinds april 2013 is in Molen de Hoop een tentoonstelling over Koomens leven en werk ingericht. Ook de stad Eindhoven kent een Theo Koomenlaan. Daarnaast is er een Theo Koomenpad in de Sportheldenbuurt op het Amsterdamse Zeeburgereiland.
In 1986 schreef journalist Nico Scheepmaker een biografie van Koomen, Theo Koomen, een leven in woord en beeld.

## Theo Koomen Award
- In december 2012 reikte het radioprogramma Knooppunt Kranenbarg voor het eerst de Theo Koomen Award uit, voor het beste sportcommentaar van het jaar. Die werd gewonnen door Hans van Zetten.
- In december 2013 ging de prijs naar Andy Houtkamp.
- In december 2014 was de Theo Koomen Award voor Jack van Gelder. Hij kreeg de prijs tijdens een uitzending van Grand Café Kranenbarg vanuit het Top 2000 Café in Hilversum.
- In 2015 werd Gio Lippens onderscheiden voor zijn verslag van een heftige valpartij in de Tour de France.
- In 2016 kreeg Olav Mol de prijs voor zijn tv-verslag van de overwinning van Max Verstappen in de Grand Prix van Spanje.
- Sinclair Bischop en Dennis van Eersel (Radio Rijnmond) kregen de prijs in 2017 uitgereikt.
- In 2018 ging de Award naar Sebastiaan Timmerman.
- In 2019 kreeg Mart Smeets de Award voor zijn hele carrière als sportverslaggever.
- In 2020 werd de Award niet uitgereikt, omdat dat jaar vanwege de coronapandemie veel wedstrijden werden uitgesteld of niet gehouden.[3]
- In 2021 ging de Award naar atletiekverslaggever Léon Haan.[4]
- In 2022 ging de Award naar Marcella Mesker voor het verslag van de finale van het tennistoernooi van Rosmalen.[5]
- In 2023 werd de Theo Koomen Oeuvre Award toegekend aan verslaggever Gio Lippens.[6]
- In 2024 ging de Award naar Dean van het Laar en Ard van Aanholt voor hun verslag van de gouden race van Odile van Aanholt en Annette Duetz tijdens de Olympische Spelen.[7]